# Wódka (województwo opolskie)
Wódka (niem. Hochkretscham) – wieś w Polsce, w województwie opolskim, w powiecie głubczyckim, w gminie Branice, przy granicy z Czechami. 
Leży na terenie Nadleśnictwa Prudnik (obręb Prudnik).

## Nazwa
Wieś wzmiankowana była po raz pierwszy w łacińskim dokumencie z 1223 roku, gdzie zanotowana została zlatynizowana nazwa słowiańska w formie Vduboue Vodka, czyli dębowa wódka, tj. „mała woda przepływająca przez dębowy lasek”. W 1377 roku odnotowano niemiecką nazwę w formach Hoecretschim, Hoetretzim, która ostatecznie ukształtowała się jako Hochkretscham. Miano to wywodzi się prawdopodobnie od położonej na wzgórzu, z dala widocznej karczmy, która tam wówczas istniała.
20 maja 1954 roku Prezydium Wojewódzkiej Rady Narodowej w Opolu uchwaliło wystąpienie z wnioskiem do Komisji Ustalania Nazw Miejscowości i Obiektów Fizjograficznych przy Prezesie Rady Ministrów o zmianę nazwy miejscowości Wódka w gminie Włodzienin na Dębowa Woda. Wniosek motywowano tym, że dotychczasowa nazwa miała "stanowić smutną pamiątkę okresu kapitalistycznego, nie odpowiadającą socjalistycznej rzeczywistości społecznej". Natomiast nazwę Dębowa Woda uznano za "nazwę staropolską, która została zmieniona przez władze niemieckie".

## Historia
Historycznie miejscowość leży na tzw. polskich Morawach, czyli na obszarze dawnej diecezji ołomunieckiej. Po raz pierwszy wzmiankowane zostały w 1223 roku jako, kiedy to należało do Margrabstwa Moraw, później do wydzielonego z niego księstwa opawskiego, co najmniej od końca XV wieku uważanego już za część Górnego Śląska.
Po wojnach śląskich znalazła się w granicach Prus i powiatu głubczyckiego. Była zamieszkała przez tzw. Morawców. W 1910 65% mieszkańców posługiwało się czeskimi gwarami laskimi. W granicach Polski od końca II wojny światowej. Po drugiej wojnie światowej Morawców uznano za ludność polską i pozwolono im pozostać. Po 1956 nastąpiła fala emigracji do Niemiec.
W latach 1975–1998 miejscowość administracyjnie należała do ówczesnego województwa opolskiego.

## Zabytki
Do wojewódzkiego rejestru zabytków wpisany jest:
- kościół par. pw. św. Tekli, z 1772 r.